# Grumme (Bochum)

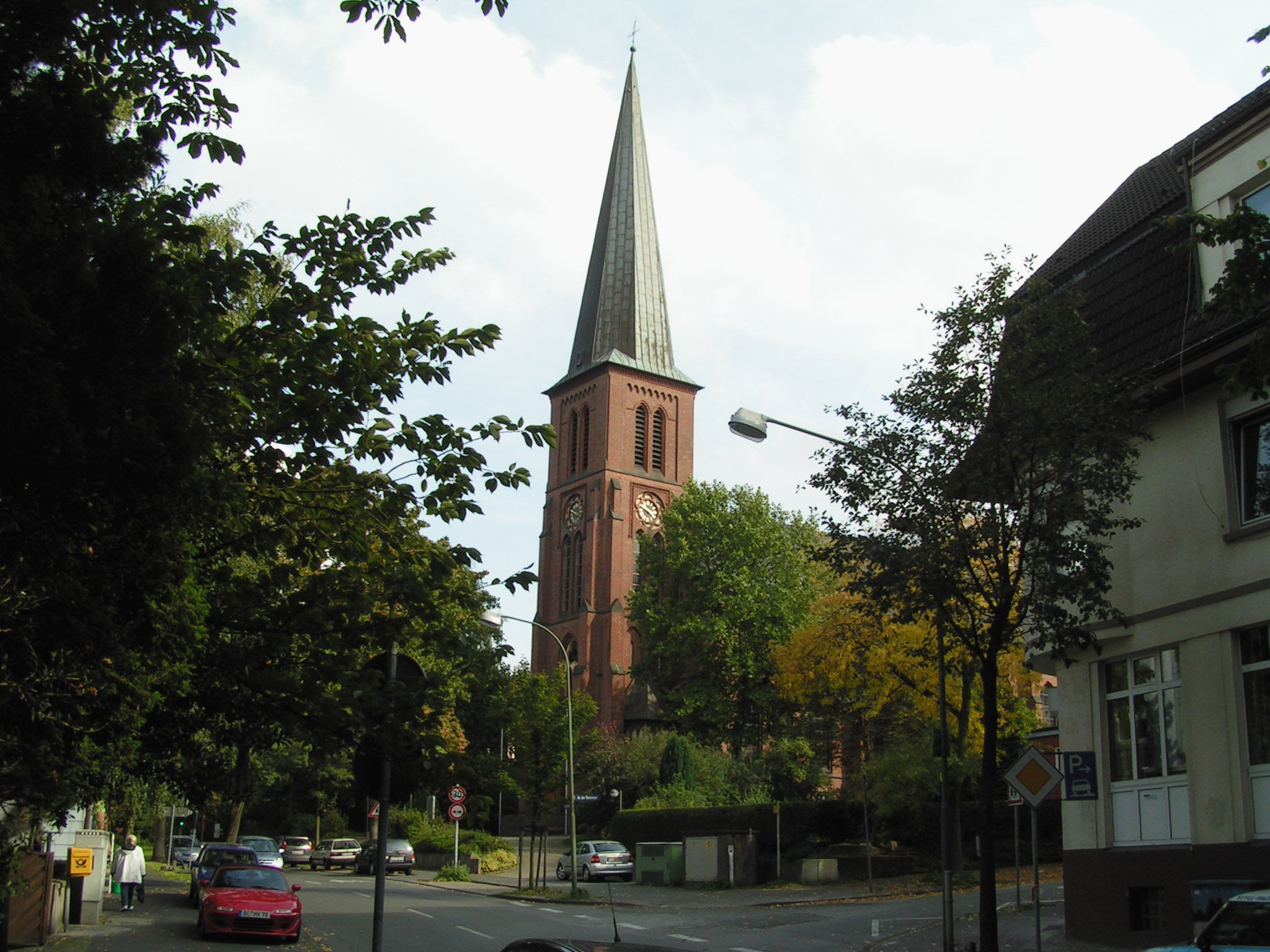
Die St.-Liborius-Kirche

Der Bochumer Ortsteil Grumme gehört zu einem großen Teil zum Stadtbezirk Mitte und schließt sich nördlich an die Innenstadt an.

## Geschichte
Im Jahre 1150 wurde Grumme als Grumheim zum ersten Mal in einer Urkunde, der sog. Urbare, der Reichsabtei Werden erwähnt. In dieser Zeit dürften in der Bauerschaft Grumme rund 10 Bauernhöfe existiert haben. In den nachfolgenden Jahrhunderten veränderte sich die Anzahl der Bauernhöfe und die Bewohnerzahl nicht wesentlich. 
1220 wurde der Ort Grummeheim genannt. 1321 wird urkundlich ein Hugone de Grumhem erwähnt. In den Jahren 1332 und 1467 der Ort Grummen genannt. Eine Deutung des Ortsnamens bleibt unklar, könnte aber vermutlich mit der hier in früheren Zeiten „besonders fein gewesenen Bodenbeschaffenheit“ umschrieben werden.
Grumme gehörte im Spätmittelalter und der Frühen Neuzeit mit eigener Bauerschaft (Grummen) im Oberamt Bochum zur Grafschaft Mark. Laut dem Schatzbuch der Grafschaft Mark von 1486 hatten die 15 Steuerpflichtigen Hofbesitzer der Bauerschaft zwischen 1 und 6 Goldgulden an Abgabe zu leisten. Im Jahr 1705 waren in der Baurschafft Grum 18 Steuerpflichtige mit Abgaben an die Rentei Mittelamt Bochum im Kataster verzeichnet.
Um etwa 1850 hatte Grumme ca. 250 Einwohner. Im Zuge der Industrialisierung stieg die Bevölkerungszahl dann rasant an.
1880 wurde eine katholische Volksschule, zunächst zweiklassig, mit insgesamt 212 Kindern, errichtet. 1891 wurde die Katholische Kirche St. Liborius eingeweiht. 1901 folgte eine evangelische Schule.
Ab 1903 wurde die Zeche Constantin. mit den Schächten VI und VII auf dem Höhenzug des Kötterberges über Grumme abgeteuft. Heute befindet sich dort die Sportanlage Hiltroper Straße.
Am 1. April 1904 wurden die um Bochum liegenden kleinen Ortschaften eingemeindet, so auch Grumme.
1914 war der Baubeginn für das evangelische Jugendheim, das auch als Gemeindehaus genutzt wurde.

## Infrastruktur
Durch die durch Grumme verlaufende A 40, den sogenannten Ruhrschnellweg, wird der Stadtteil zerschnitten. Dieser Umstand wurde im Bereich der Heckertstraße durch einen nachträglich auf die Autobahn gesetzten Deckel etwas abgemildert. Er dient nicht nur dem Lärmschutz für die anliegenden Siedlungen, auf die Schnellstraße wurde ein Park mit Spielgelegenheiten gesetzt. Der Grummer Deckel wurde 1989 eingeweiht.
An der Abfahrt Bochum-Stadion liegen neben dem Ruhrstadion, der Spielstätte des VfL Bochum, auch die Veranstaltungshalle RuhrCongress Bochum, verschiedene Hotels, das Starlight Express Theater, in dem das Musical Starlight Express gezeigt wird, und das St.-Josef-Hospital, eines der vier großen Bochumer Krankenhäuser.

## Veranstaltungen
Einmal im Jahr findet das Volksfest an den Grummer Teichen statt. Die Teiche wurden zwischen 1950 und 1970 als Naherholungsgebiet künstlich angelegt. In diesem Teil von Grumme, besonders im Bereich der alten Gaststätte Goeke (Josephinenstraße 65) oder am Kötterberg, wirkt Grumme eher wie eine Kleinstadt auf dem Land als ein Teil einer Metropolregion.

## Bevölkerung
Am 31. Dezember 2024 lebten 13.551 Einwohner in Grumme.
Strukturdaten der Bevölkerung in Grumme:
- Minderjährigenquote: 13,0 % [Bochumer Durchschnitt: 15,2 % (2024)]
- Altenquote (60 Jahre und älter): 30,6 % [Bochumer Durchschnitt: 29,3 % (2024)]
- Ausländeranteil: 11,7 % [Bochumer Durchschnitt: 17,0 % (2024)]
- Arbeitslosenquote: 5,7 % [Bochumer Durchschnitt: 8,9 % (2017)]

Das durchschnittliche Einkommen in Grumme liegt oberhalb des Bochumer Durchschnittes (2007).